# 尤氏 (红楼梦)
尤氏，又稱尤大姐，《红楼梦》人物，贾珍之妻，贾蓉之嫡母，有继母尤姥娘和两个继妹尤二姐、尤三姐。宁国府当家奶奶，是个“锯了嘴子的葫芦”。儿媳妇秦可卿去世了，尤氏生病不能料理家事，贾珍请来荣府王熙凤来代理。有一说法焦大骂养小叔子指的是她与贾瑞的不正常关系。她极力阻止过尤二姐的婚事，但无奈没有成功。王熙凤发现贾琏偷娶尤二姐后，大闹宁国府，尤氏束手无策，任由王熙凤廝闹。